# Episodi di Criminal Minds (seconda stagione)
La seconda stagione della serie televisiva Criminal Minds è stata trasmessa per la prima volta negli Stati Uniti il 20 settembre 2006 e si è conclusa il 16 maggio 2007, mentre in Italia è stata trasmessa in prima visione sul canale a pagamento Fox Crime dal 29 marzo 2007 al 30 agosto 2007.
| nº | Titolo originale                      | Titolo italiano                                        | Prima TV USA      | Prima TV Italia |
| -- | ------------------------------------- | ------------------------------------------------------ | ----------------- | --------------- |
| 1  | The Fisher King: Part II              | Il re pescatore, seconda parte                         | 20 settembre 2006 | 29 marzo 2007   |
| 2  | P911                                  | Vite all'asta                                          | 27 settembre 2006 | 5 aprile 2007   |
| 3  | The Perfect Storm                     | La tempesta perfetta                                   | 4 ottobre 2006    | 12 aprile 2007  |
| 4  | Psychodrama                           | Psicodramma                                            | 11 ottobre 2006   | 19 aprile 2007  |
| 5  | Aftermath                             | Conseguenze                                            | 18 ottobre 2006   | 26 aprile 2007  |
| 6  | The Boogeyman                         | L'uomo nero                                            | 25 ottobre 2006   | 3 maggio 2007   |
| 7  | North Mammon                          | North Mammon                                           | 1º novembre 2006  | 10 maggio 2007  |
| 8  | Empty Planet                          | Pianeta vuoto                                          | 8 novembre 2006   | 17 maggio 2007  |
| 9  | The Last Word                         | Il maestro e l'allievo                                 | 15 novembre 2006  | 24 maggio 2007  |
| 10 | Lessons Learned                       | L'ora della preghiera                                  | 22 novembre 2006  | 31 maggio 2007  |
| 11 | Sex, Birth, Death                     | Eros e Thanatos                                        | 29 novembre 2006  | 7 giugno 2007   |
| 12 | Profiler, Profiled                    | Il profilo del profiler                                | 13 dicembre 2006  | 14 giugno 2007  |
| 13 | No Way Out                            | Senza via d'uscita, prima parte                        | 17 gennaio 2007   | 21 giugno 2007  |
| 14 | The Big Game                          | Raphael, prima e seconda parte                         | 4 febbraio 2007   | 28 giugno 2007  |
| 15 | Revelations                           | Raphael, prima e seconda parte                         | 7 febbraio 2007   | 5 luglio 2007   |
| 16 | Fear and Loathing                     | Note mortali                                           | 14 febbraio 2007  | 12 luglio 2007  |
| 17 | Distress                              | Angoscia                                               | 21 febbraio 2007  | 19 luglio 2007  |
| 18 | Jones                                 | Jones                                                  | 28 febbraio 2007  | 26 luglio 2007  |
| 19 | Ashes and Dust                        | Cenere e polvere                                       | 11 aprile 2007    | 2 agosto 2007   |
| 20 | Honor Among Thieves                   | Il codice dei ladri                                    | 18 aprile 2007    | 9 agosto 2007   |
| 21 | Open Season                           | Stagione di caccia                                     | 2 maggio 2007     | 16 agosto 2007  |
| 22 | Legacy                                | Il lascito                                             | 9 maggio 2007     | 23 agosto 2007  |
| 23 | No Way Out II: The Evolution of Frank | Senza via d'uscita, seconda parte: il ritorno di Frank | 16 maggio 2007    | 30 agosto 2007  |

## Il re pescatore, seconda parte
- Titolo originale: The Fisher King: part II
- Diretto da: Gloria Muzio
- Scritto da: Edward Allen Bernero

### Trama
Tutti i membri dell'Unità di Analisi Comportamentale sono stati contattati da un killer psicopatico che, fornendo loro indizi enigmatici, vuole condurli a una giovane donna sparita due anni prima da Boston. Il rapitore vuole "giocare" con i membri della squadra, che conosce uno per uno. Lo stesso SI raggiungerà Elle nel suo appartamento e le sparerà. Da questo momento in poi per lei inizierà un periodo di incertezze. Gideon raccomanda a tutti di non focalizzare l'attenzione sugli aspetti personali del caso, ma di lavorare sul profilo dell'uomo, come se si trattasse di un'altra qualsiasi indagine.
Comunque, la squadra riuscirà a mettere in salvo la ragazza tenuta prigioniera e fortunatamente Elle riuscirà a superare l’i

### Soggetto Ignoto
Randall Garner

### Citazioni
- "I difetti e le tare dell'anima sono come le ferite del corpo: nonostante gli sforzi inimmaginabili fatti per guarirle, rimane sempre una cicatrice". François de la Rochefoucauld. (Jason Gideon)
- "Alcuni dicono che il tempo sana tutte le ferite. Io non sono d'accordo. Le ferite rimangono. Col tempo, la mente, per proteggere se stessa, le cicatrizza, e il dolore diminuisce, ma non se ne vanno mai". Rose Kennedy. (Spencer Reid)

## Vite all'asta
- Titolo originale: P911
- Diretto da: Adam Davidson
- Scritto da: Simon Mirren

### Trama
Katie Cole è a capo di un'unità speciale dell'FBI che si occupa dei crimini riguardanti la pornografia infantile e sta cercando un pericoloso malvivente. Per trovarlo, ma soprattutto per liberare il giovane che tiene in ostaggio, chiede aiuto agli agenti dell'Unità di Analisi Comportamentale di cui aveva fatto parte in passato.

### Soggetto Ignoto
Michael Erston, sospettato e già interrogato nella precedente indagine

### Citazioni
- Il teologo Dietrich Bonhoeffer ha scritto: "Il senso morale di una società si misura su ciò che fa per i suoi bambini". (Jason Gideon)

## La tempesta perfetta
- Titolo originale: The Perfect Storm
- Diretto da: Félix Enríquez Alcalá
- Scritto da: Debra J. Fisher e Erica Messer

### Trama
Gli agenti dell'Unità di Analisi Comportamentale vanno in Florida per indagare sull'omicidio di sette ragazze. La squadra di Gideon, dopo aver visto alcuni video inviati alle famiglie delle vittime, pensa che i colpevoli siano due, ma si sbaglia. Si scopre che dietro gli omicidi c'era una donna di nome Amber Carnado moglie di uno dei due colpevoli il motivo per cui era diventata una serial killer è stato per colpa degli abusi e delle violenze subite da bambina dal padre e del fratello e che sua madre non l'aveva mai difesa. Un giorno dopo l'ennesima violenza subita finì in ospedale e i medici notarono i segni dei maltrattamenti e delle violenze e la convinsero a denunciare gli abusi subiti ma quando denunciò il fatto alle autorità la madre disse che la figlia si era inventata tutto. Il motivo per cui uccide giovani ragazze è perché le ricordano la vita che avrebbe voluto avere e che non ha mai avuto tormentando infine le famiglie delle sue vittime in particolare le madri in quanto ciò le ricordavano la sua che non l'aveva mai aiutata. La squadra riesce a impedire alla donna di uccidere la sua ultima vittima e arrestarla. Tuttavia prima di essere portata via la crudele donna sottolinea che quella ragazza non sarà più la stessa facendo chiaro riferimento a se stessa facendo capire come si fosse sentita lei quando subì gli abusi della sua famiglia.

### Soggetto Ignoto
La moglie dell'ex galeotto Amber Canardo, aiutata dal marito Anthony 'Tony' Canardo.

### Citazioni
- Mark Twain ha scritto: "Tra tutti gli animali l'uomo è il più crudele. È l'unico a infliggere dolore per il piacere di farlo". (Jason Gideon)
- Il filosofo Khalil Gibran ha scritto: "Le anime più forti sono quelle temprate dalla sofferenza. I caratteri più solidi sono cosparsi di cicatrici". (Aaron Hotchner)

## Psicodramma
- Titolo originale: Psychodrama
- Diretto da: Guy Norman Bee
- Scritto da: Aaron Zelman

### Trama
L'Unità di Analisi Comportamentale indaga su un uomo che rapina le banche. Il caso appare strano perché il ladro non sembra essere interessato ai soldi quanto più a una specie di "psicodramma" che fa recitare ai suoi ostaggi.

### Soggetto Ignoto
Il tossico Caleb Dale Sheppard, anche chiamato "il bandito dello spogliarello".

### Citazioni
- "L'uomo è tanto meno se stesso quanto più parla in prima persona. Dategli una maschera e dirà la verità". Oscar Wilde. (Aaron Hotchner)
- "Il fondamento della vergogna non è il nostro sbaglio personale, ma che tale umiliazione sia visibile da tutti". Milan Kundera. (Aaron Hotchner)

## Conseguenze
- Titolo originale: Aftermath
- Diretto da: Tim Matheson
- Scritto da: Chris Mundy

### Trama
Un uomo aggredisce alcune giovani studentesse di un'università di teologia, poi improvvisamente si ferma per sei settimane e quando ricomincia a colpire cambia tipologia di vittime, iniziando a rapire donne tra i 30 e i 40 anni. Mentre Gideon ed i suoi indagano, Elle attuerà  alcune mosse che potrebbero allontanarla dalla squadra. Infatti, l'agente Greenaway, probabilmente per frustrazione personale, lasciandosi coinvolgere emotivamente dalle vicende, sparerà all'SI, senza che si trovi in condizioni di pericolo, quindi non per difesa personale. All'arrivo della polizia, dichiarerà di essere stata costretta a farlo per potersi salvare la vita, ma in fondo Hotch sa che non è andata così come lei racconta.

### Soggetto Ignoto
L'operatore di marketing William Lee.

### Citazioni
- Helen Keller una volta ha detto: "Il mondo è pieno di sofferenze, ma è altrettanto pieno di persone che le hanno superate". (Jason Gideon)

## L'uomo nero
- Titolo originale: The Boogeyman
- Diretto da: Steve Boyum
- Scritto da: Andi Bushell

### Trama
La squadra di Gideon va in Texas per indagare sulla sparizione di alcuni bambini. Nel frattempo Hotch cerca di rintracciare Elle che, dopo essere rimasta coinvolta in una sparatoria, non ha presentato rapporto e si è resa irreperibile.

### Soggetto Ignoto
Lo studente Jeffrey Charles.

### Citazioni
- Platone ha scritto: "Possiamo perdonare un bambino che ha paura del buio. La vera tragedia della vita è quando gli uomini hanno paura della luce". (Aaron Hotchner)

## North Mammon
- Titolo originale: North Mammon
- Diretto da: Matt Earl Beesley
- Scritto da: Andrew Wilder

### Trama
A North Mammon, una cittadina della Pennsylvania, un uomo rapisce e rinchiude in una cantina tre studentesse del college. Prima di andarsene, dice alle giovani che una di loro morirà e chiede proprio a loro di scegliere chi sarà la vittima. La madre di una delle ragazze va a Quantico per chiedere l'aiuto di Jennifer, che riesce a convincere la squadra a occuparsi del caso.

### Soggetto Ignoto
L'ex compagno di squadra e netturbino Marcus Younger.

### Citazioni
- Il leggendario allenatore di basket John Wooden ha detto: "Non ha importanza chi comincia il gioco, ma chi lo termina". ("Jennifer Jareau")
- "La scelta ultima di un uomo quando è portato a trascendere se stesso è creare o distruggere, amare o odiare". Erich Fromm. ("Jennifer Jareau")

## Pianeta vuoto
- Titolo originale: Empty Planet
- Diretto da: Elodie Keene
- Scritto da: Ed Napier

### Trama
La squadra dell'Unità di Analisi Comportamentale si trasferisce a Seattle per catturare un uomo che da giorni terrorizza la popolazione facendo esplodere delle bombe in giro per la città. Reid scopre che il dinamitardo è ossessionato dalla lettura del romanzo di fantascienza "Pianeta vuoto" e rintraccia l'autore del libro.

### Soggetto Ignoto
Lo studente Kenneth Roberts.

### Citazioni
- Robespierre ha scritto: "Per prevalere, il crimine uccide l'innocenza e l'innocenza si dibatte con tutte le forze nelle mani del crimine". (Jason Gideon)

## Il maestro e l'allievo
- Titolo originale: The Last Word
- Diretto da: Gloria Muzio
- Scritto da: Erica Messer e Debra J. Fisher

### Trama
Il team di Gideon è a St. Louis alla ricerca di due serial killer che hanno personalità opposte e agiscono con modalità diverse (il primo uccide a mani nude donne dell'alta borghesia, mentre il secondo spara alle prostitute) ma che sembrano essere in competizione fra di loro. Nel frattempo si aggiunge alla squadra una nuova profiler, l'agente speciale Emily Prentiss, che deve guadagnarsi la fiducia di Gideon e Hotchner.

### Soggetto Ignoto
"L'uomo cavo" e "il killer di Mill Creek".

### Citazioni
- Elbert Hubbard una volta ha scritto: "Se gli uomini si conoscessero veramente fra loro non adorerebbero e non odierebbero". (Jason Gideon)
- "L'imitazione è la più sincera forma di adulazione." Charles Caleb Corton  (Jason Gideon)
- Il Mahatma Gandhi ha detto: "Ricordate che in tutti i tempi ci sono stati tiranni e assassini e che per un certo periodo sono sembrati invincibili, ma alla fine, cadono sempre, sempre". (Aaron Hotchner)

## L'ora della preghiera
- Titolo originale: Lessons Learned
- Diretto da: Guy Norman Bee
- Scritto da: Jim Clemente

### Trama
Viene rinvenuta in una casa una possibile arma biologica. Si teme un atto terroristico, il primo dopo l'11 settembre. L'unico modo per salvare la città è interrogare un prigioniero di Guantánamo. Questo risulterà molto difficile dal momento che esso non intende aprire la bocca se non per pregare.

### Soggetto Ignoto
La cellula terroristica sotto il comando del detenuto Jamal Abaza, anche chiamato "Jind Allah".

### Citazioni
- Dale Turner ha detto: "Alcune delle lezioni migliori si imparano dagli errori passati. L'errore del passato è la saggezza del futuro". (Jason Gideon)
- Ralph Waldo Emerson ha detto: "Per imparare le lezioni importanti nella vita ogni giorno bisogna superare una paura". (Jason Gideon)

## Eros e Thanatos
- Titolo originale: Sex, Birth, Death
- Diretto da: Gwyneth Horder-Payton
- Scritto da: Chris Mundy

### Trama
A Washington un serial killer inizia a uccidere prostitute. La squadra viene chiamata a investigare sul caso e i sospetti cadono su un ragazzo con l'ossessione per le prostitute da cui è attratto e repulso allo stesso tempo. Il ragazzo aveva già contattato Reid, il quale si convince della sua innocenza e vorrebbe aiutarlo.

### Soggetto Ignoto
Il lobbista, responsabile de "Le guardie della Moralità" Ronald Weems.

### Citazioni
- T.S. Eliot ha scritto: "Tra l'idea e la realtà, tra la motivazione e l'atto, cade l'ombra". (Spencer Reid)
- T.S. Eliot ha scritto: "Tra il desiderio e lo spasimo, fra la potenzialità e l'esistenza, fra l'essenza e la discesa, cade l'ombra. Questo è il modo in cui il mondo finisce". (Spencer Reid)

## Il profilo del profiler
- Titolo originale: Profiler, Profiled
- Diretto da: Glenn Kershaw
- Scritto da: Edward Allen Bernero

### Trama
Morgan va a trovare la madre a Chicago, Illinois, ma viene arrestato perché gli agenti di polizia del posto, basandosi su un profilo che Gideon aveva spedito al detective Gordinski, sono convinti che abbia ucciso tre ragazzi. La squadra, però, è certa dell'innocenza di Morgan e indaga per trovare il vero omicida.
Morgan dovrà ricostruire il suo passato per essere d’aiuto alla squadra, ricordando anche alcuni eventi molto brutti della sua infanzia: le molestie e lo stupro da parte del suo allenatore di football.

### Soggetto Ignoto
Il responsabile del centro giovanile Carl Buford.

### Citazioni
- Cory Doctorow ha scritto: "Tutti i segreti sono profondi, tutti i segreti diventano oscuri, è questa la natura dei segreti". (Derek Morgan)
- "Si comincia a distorcere i fatti per adattarli alle teorie invece che le teorie ai fatti" è la mia citazione preferita da Sherlock Holmes. (Spencer Reid)

## Senza via d'uscita, prima parte
- Titolo originale: No Way Out
- Diretto da: John Gallagher
- Scritto da: Simon Mirren

### Trama
In un ristorante di Golconda, in Nevada, Gideon scova un serial killer, il più pericoloso e spietato con cui abbia mai avuto a che fare, e cerca di costringerlo a rivelare dove ha nascosto una donna, capo della polizia del posto, che tiene come ostaggio. L'assassino, però, vuole barattare la sua libertà e la donna che dice di amare in cambio di un gruppo di bambini che ha rapito e nascosto.

### Soggetto Ignoto
Lo psicopatico Frank.

### Citazioni
- Aristotele ha detto: "Il male unisce gli uomini". (Jason Gideon)

## Raphael, prima parte
- Titolo originale: The Big Game
- Diretto da: Gloria Muzio
- Scritto da: Edward Allen Bernero

### Trama
Pochi minuti prima che vengano commessi degli omicidi la polizia di Atlanta, Georgia, riceve una chiamata in cui sono annunciati i crimini. I profiler dell'FBI scoprono che i video degli omicidi vengono diffusi in internet. Gli elementi portano a un SI con personalità multipla e ossessionato dalla religione, che uccide lasciando come firma passi dell'Apocalisse di Giovanni.
A fine episodio, Reid e JJ riescono a rintracciare il killer e la sua abitazione. 
I due agenti si separano, controllando due diverse zone del luogo. 
JJ viene però attaccata da alcuni cani, mentre Reid verrà allontanato dallo stesso SI tra i campi di grano, caricato sul furgone e portato via.

### Soggetto Ignoto
Il tecnico da remoto Tobias Hankel, e le sue altre due personalità Raphael e il padre Charles.

### Citazioni
- Condannato per assassinio Perry Smith disse delle sue vittime: "Non avevo niente contro di loro e non mi avevano fatto niente di male, come altri – invece – avevano fatto per tutta la vita. Loro hanno pagato per tutti". (Jason Gideon)

## Raphael, seconda parte
- Titolo originale: Revelations
- Diretto da: Guy Norman Bee
- Scritto da: Chris Mundy

### Trama
La seconda parte dell'episodio Raphael è prevalentemente centrata sull'agente Spencer Reid che viene rapito e torturato dallo stesso S.I. affinché confessi un peccato del quale poterlo poi punire. Negli intervalli, Reid viene drogato.
- Guest star: James Van Der Beek

### Soggetto Ignoto
Il tecnico da remoto Tobias Hankel, e le sue altre due personalità Raphael e il padre Charles.

### Citazioni
- Ecclesiaste (7, 20) – "Certo non c'è sulla Terra un uomo giusto che faccia il bene e non pecchi mai". (Aaron Hotchner)